# エデン郡区 (アイオワ州キャロル郡)
エデン郡区は、アメリカ合衆国、アイオワ州、キャロル郡にある16の郡区の一つである。2000年の国勢調査で、人口は630人だった。

## 地理
エデン郡区は、93.8平方キロメートル（36.22平方マイル)で、Templetonが含まれる。アメリカ地質調査所によると、この郡区はElbaとSacred Heartの2つの霊園が含まれる。